# Place de l'Étoile

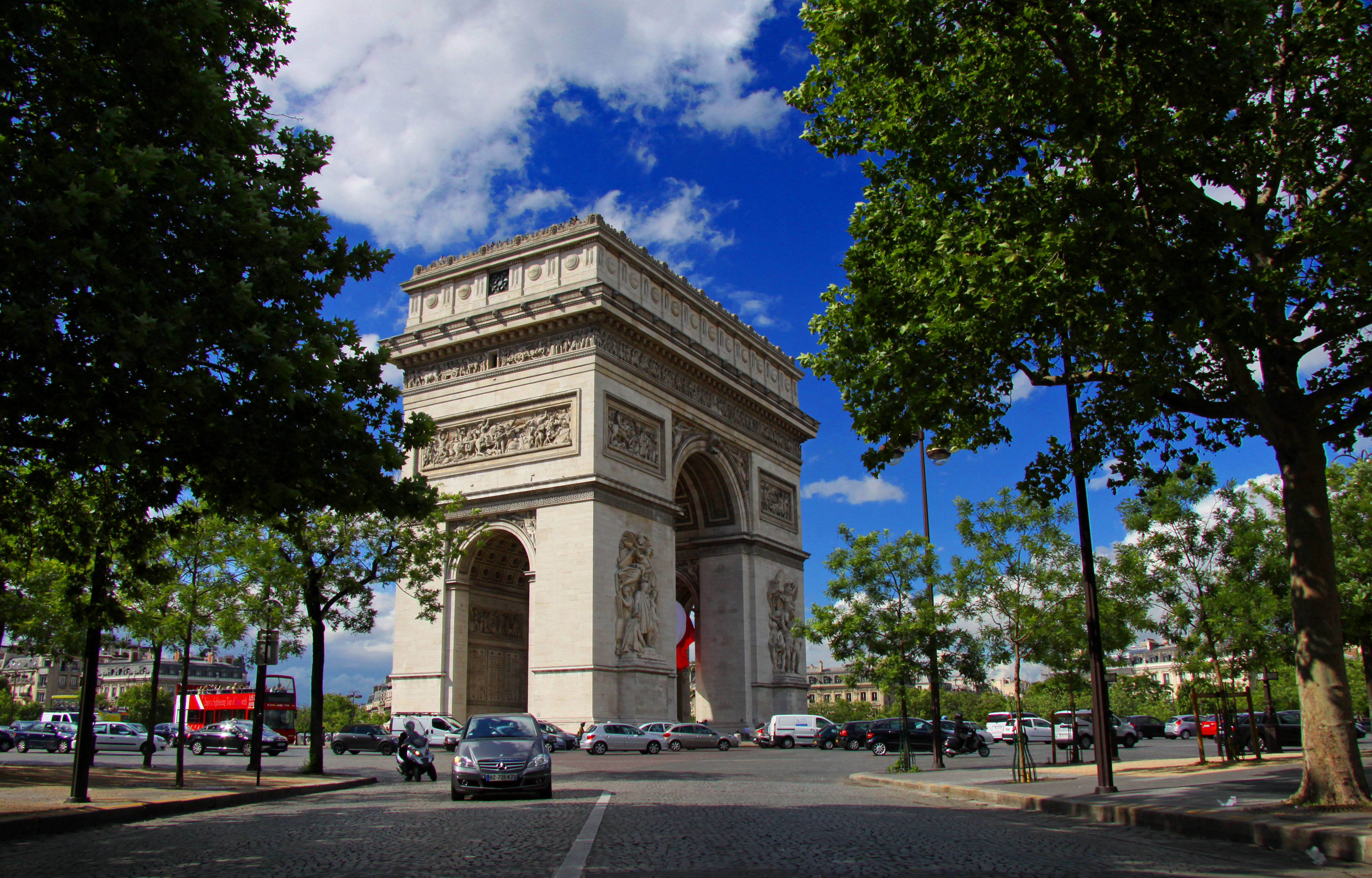
Place Charles de Gaulle, Paris

Place de l'Étoile (în traducere Piața Stelei) este una din cele mai mari piețe din Paris (Franța), punctul de întâlnire a 12 bulevarde printre care și Bulevardul Champs-Élysées. A fost redenumită Place Charles de Gaulle (în jurul anilor 1970) pentru a-l comemora pe Charles de Gaulle, însă este mai bine cunoscută cu numele său inițial.
În centrul ei se ridică l'Arc de Triomphe, Arcul de Triumf. Piața face parte din Axe historique. Arcul de Triumf din București s-a inspirat de la acesta din Paris.
Place de l'Étoile și bulevardele care conduc la acesta au fost reproiectate extensiv în cadrul proiectului de urbanizare al Baronului Haussmann.
Stație de metrou și RER: Charles de Gaulle - Étoile

Place Charles de Gaulle